# Neochromis simotes
Neochromis simotes és una espècie de peix de la família dels cíclids i de l'ordre dels perciformes.
Poden assolir fins a 8,7 cm de longitud total. Viu al nord del llac Victòria a Àfrica.